# Proscyllium
Proscyllium is een geslacht van kraakbeenvissen uit de familie van de rugvinkathaaien (Proscylliidae).

## Soorten
- Proscyllium habereri Hilgendorf, 1904
- Proscyllium magnificum Last & Vongpanich, 2004
- Proscyllium venustum (Tanaka, 1912)